# Xã Shawnee, Quận Allen, Ohio
Xã Shawnee (tiếng Anh: Shawnee Township) là một xã thuộc quận Allen, tiểu bang Ohio, Hoa Kỳ. Năm 2010, dân số của xã này là 12.433 người.